# حركة لوجي بويثا
حركة لوجي بويثا (بالبنغالية: লগি-বৈঠা আন্দোলন), أو حركة القارب والمجداف أو تجمع لوجي بويثا. كان تجمعًا سياسيًا في 28 أكتوبر 2006 في دكا دعا إليه حزب المعارضة المعاصر رابطة عوامي، ردًا على القرارات المزعومة التي اتخذتها حكومة تصريف الأعمال آنذاك. كان ذلك جزءًا من الأزمة السياسية في بنغلاديش خلال الفترة 2006-2008.

## الخلفية
تأسس هذا التجمع للمطالبة بعدم تعيين خوندكار محمود حسن قاضيًا في الحكومة المؤقتة الوشيكة لإجراء الانتخابات العامة المقرر إجراؤها في يناير 2008. وكان في وقت ما القيادة المركزية لـ الحزب الوطني البنغلاديشي. ووفقًا لرابطة عوامي آنذاك، عدل الحزب الوطني البنغلاديشي الدستور لزيادة سن التقاعد للقضاة حتى يتمكن خوندوكار محمود حسن من أن يكون المستشار الرئيسي للحكومة المؤقتة. ورغم أن خالدة ضياء تركت السلطة في 26 أكتوبر/تشرين الأول 2006، فإن الأستاذ عياض الدين أحمد ظل في منصبه كرئيس للجمهورية. وزعمت رابطة عوامي والأحزاب المتحالفة معها أنه متعاطف مع الحزب الوطني البنغلاديشي، وأن أجهزة إنفاذ القانون كانت تتبع خطاه.

## الأحداث والنتائج
دعت رابطة عوامي وحلفاؤها إلى مظاهرة في الثامن والعشرين من أكتوبر/تشرين الأول 2006 في شارع بانجاباندو في منطقة بالتان في دكا، حيث حضر العديد من الناس حاملين قواربهم ومجاديفهم. وفي اليوم نفسه، دعت الحزب الوطني البنغلاديشي وجماعة الإسلام إلى مظاهرة مضادة عند البوابة الشمالية لبيت المكرم. ونتيجة لهذا، وردت أنباء عن سقوط عدد كبير من الضحايا في الاشتباكات الجارية، كما نُشرت عدة مقاطع فيديو حساسة لعمليات القتل في وسائل الإعلام. وزعمت الجماعة الإسلامية أن عددا كبيرا من قادتها ونشطائها قتلوا في الاشتباكات. لمدة ثلاثة أو أربعة أيام متتالية، سيطر معارضو الحزب الوطني البنغلاديشي والجماعة الإسلامية على منطقة جولستان-بالتان. وفي الوقت نفسه، رفض القاضي ك.م. حسن قبول منصب رئيس الحكومة المؤقتة، والتي أيدت مطالب رابطة عوامي وحلفائها. وفي وقت لاحق، صدر قانون الطوارئ في 11 يناير/كانون الثاني 2008 وتم تشكيل حكومة انتقالية جديدة بقيادة فخر الدين أحمد. ونتيجة لهذا العنف توفي 23 شخصاً في الفترة من 27 إلى 29 أكتوبر/تشرين الأول.

## لائحة الاتهام
في الحادي عشر من إبريل/نيسان 2007، قُدِّمَت لائحة اتهام ضد 46 من أعضاء رابطة عوامي و14 من زعماء الحزب ونشطائه. وبعد تقديم لائحة الاتهام، في الثاني والعشرين من إبريل/نيسان 2007، قبل قاضي المحكمة الكبرى مير علي رضا لائحة الاتهام في القضية. وبعد صدور لائحة الاتهام، أصدرت المحكمة أوامر اعتقال بحق الهاربين. وفي اليوم التالي، في الثالث والعشرين من إبريل/نيسان 2007، علق مير علي رضا أمر الاعتقال بناءً على طلب ضابط التحقيق وأمر بإجراء مزيد من التحقيقات في القضية. بعد تشكيل حكومة رابطة عوامي في عام 2009، قررت سحب القضايا المرفوعة ضد زعماء الحزب وأنصاره ومحبيه في مختلف أنحاء البلاد. وفي أعقاب هذا القرار، سلم مساعد وزير الداخلية أبو سعيد في 9 يوليو/تموز 2009 خطابًا إلى نائب مفوض دكا يبلغه فيه بقرار سحب قضية القتل المرفوعة لدى مركز شرطة بالتان. وفي 17 أغسطس/آب 2009، وافقت المحكمة على طلب سحب القضية.

## مزاعم أخرى
في 31 مايو/أيار 2007، رفع سلطان محمود شودريا، مفتش شرطة كوتوالي النموذجي، لائحة اتهام ضد 19 من زعماء ونشطاء رابطة عوامي والهيئات التابعة لها. وزعمت القضية (التي رفعها عبد الرحمن في 8 نوفمبر/تشرين الثاني 2008) أن هؤلاء الأشخاص التسعة عشر قاموا بتخريب وإشعال النيران ونهب مكتب مجلس الرعاية الاجتماعية الإسلامي. وفي 8 يونيو/حزيران 2011، بُرِّئت ساحة جميع المتهمين في المحكمة.

## النقد
وفي وقت لاحق، قام زعماء الحزب الوطني البنغلاديشي خالدة ضياء، وصادق حسين خوخة، وفخر الإسلام علمجير، وزعيم الجماعة الإسلامية مطيع الرحمن نظامي وأحزاب سياسية وزعماء آخرون في اجتماعات وخطابات مختلفة ضد رابطة عوامي بتسليط الضوء على الحركة بشكل سلبي.